# Geodia dysoni
Espèce
Geodia dysoni est une espèce d'éponges de la famille des Geodiidae.

## Taxonomie
L'espèce est décrite par James Scott Bowerbank en 1873,.
La localité type de l'espèce est située dans la partie hondurienne du golfe de Fonseca.
Synonyme
- Isops dysoni (Bowerbank, 1873)[1]

### Étymologie
Son épithète spécifique, dysoni, lui a été donnée en l'honneur de Mr. Dyson qui a découvert cette espèce au Honduras.

### Publication originale
- (en) J. S. Bowerbank, « Contributions to a General History of the Spongiadae. Part IV », Proceedings of the Zoological Society of London, Londres, vol. 1873,‎ 7 janvier 1873, p. 3-25 (ISSN 0370-2774, lire en ligne, consulté le 25 décembre 2024).

## Répartition
L'espèce est présente dans le golfe de Fonseca, une entrée de l'océan Pacifique formant une baie partagée entre le Salvador au nord-ouest, le Honduras à l'est, et le Nicaragua au sud.